# Luando
Luando – miasto w Angoli, w prowincji Bié.